# Ermengol d'Asp
Ermengol d'Asp (? - hivern de 1192), també conegut com a Armengol de Aspa o Hermangard d'Asp, fou Mestre de l'Hospital des del 20 de juliol de 1187 al 1190.
De possible origen català; de la població d'Aspa, municipi de la comarcà del Segrià. Va exercir com a prior de la Castellania d'Amposta entre el 1180 i el 1182.
Es tenen molt poques dades de la seva vida. El 1186 va obtenir el castell de Margat. El 22 d'octubre de 1187 va haver de cedir la ciutat de Jerusalem a Saladí, que la va conquerir.